# Gmina Aleksinac
Gmina Aleksinac (serb. Opština Aleksinac / Општина Алексинац) – gmina w Serbii, w okręgu niszawskim. W 2018 roku liczyła 47 562 mieszkańców.